# Stephan VIII.
Stephan VIII. (IX.) (* in Rom; † Oktober 942) war Papst vom 14. Juli 939 bis zu seinem Tod Ende Oktober 942.
Stephan VIII. stammte aus Rom und war wahrscheinlich Kardinalpriester von Santi Silvestro e Martino ai Monti. Seine Wahl zum Papst erfolgte unter dem Einfluss des römischen Fürsten Alberich II. Er war der zweite Papst, der sein Amt der Einmischung dieses Fürsten verdankte. Wegen der dadurch gegebenen Abhängigkeit regierte er über den Kirchenstaat nur formell.
Aus seinem Pontifikat sind nur wenige Ereignisse bekannt. So soll Stephan gemeinsam mit Alberich die Klosterreformen von Cluny unterstützt und auch Abt Odo von Cluny empfangen haben. Im französischen Thronstreit stellte er sich auf die Seite des westfränkischen Königs Ludwig IV.
Späteren, unsicheren Quellen zufolge sei Stephan VIII. in politische Kämpfe zwischen dem italienischen König Hugo von Arles und Alberich II. verwickelt gewesen und habe sich an einer Revolte gegen seinen früheren Förderer Alberich beteiligt. Deshalb sei er eingekerkert und zuletzt durch eine Verstümmelung bestraft worden, an deren Folgen er gestorben sei.

## Zählung
In einer alternativen Zählung wird der zum Papst gewählte, aber noch vor seiner Bischofsweihe verstorbene Priester Stephan (II.) als Papst anerkannt. In Folge werden alle weiteren Päpste dieses Namens mit einer höheren Nummer gezählt, also Stephan VIII. als Stephan IX. – in Fachliteratur wird zur Vermeidung von Missverständnissen oft die Schreibweise Stephan VIII. (IX.) verwendet.